# Park Lemurów
Park Lemurów, znany również jako Lemurs Park lub Réserve de lémuriens et Parc botanique – ogród botaniczny i rezerwat przyrody. Zajmuje powierzchnię 5 hektarów, jest zlokalizowany 22 kilometry na południowy zachód od stolicy Madagaskaru, Antananarywy. Został założony około 2000 roku przez Laurenta Amourica i Maxime'a Allorge. Park jest domem dla lemurów i innych gatunków zwierząt, a w miejscowym ogrodzie botanicznym znajduje się ponad 70 gatunków roślin występujących endemicznie na terytorium Madagaskaru. Częścią kompleksu jest również wiwarium, w którym mieszkają kameleony, iguany i inne jaszczurki a także żółwie promieniste. 
Wśród 9 gatunków lemurów zamieszkujących park znajdują się między innymi: 
| Nazwa zwyczajowa               | Nazwa naukowa         | Status                       | Zdjęcie |
| ------------------------------ | --------------------- | ---------------------------- | ------- |
| Lemur wari czarno-biały        | Varecia variegata     | Gatunek krytycznie zagrożony |         |
| Lemur płowy                    | Eulemur fulvus        | Gatunek bliski zagrożenia    |         |
| Sifaka biało-kasztanowa        | Propithecus coquereli | Gatunek zagrożony            |         |
| Sifaka koroniasta              | Propithecus coronatus | Gatunek zagrożony            |         |
| Maki szary lub lemur bambusowy | Hapalemur griseus     | Gatunek narażony             |         |
| Lemur mongoz                   | Eulemur Mongoz        | Gatunek krytycznie zagrożony |         |
| Lemur katta                    | Lemur catta           | Gatunek zagrożony            |         |